# Ada Palmer
Pour les articles homonymes, voir Palmer.
Œuvres principales
- Série Terra Ignota

Ada Palmer, née le 9 juin 1981 à Washington D.C., est une historienne et écrivaine américaine.
Elle est lauréate du prix Astounding du meilleur nouvel écrivain 2017 pour son premier roman Trop semblable à l'éclair, publié en mai 2016. Ce livre lui vaut également d'être nommée pour le prix Hugo du meilleur roman 2017

## Biographie
Fille d'un ingénieur en informatique, Douglas Palmer, et d'une artiste Laura Palmer, Ada Palmer grandit à Annapolis, dans le Maryland. Elle obtient un doctorat à l'université de Harvard. Après un passage à l'université A&M du Texas, Palmer enseigne à l'université de Chicago. Elle est spécialiste de la période Renaissance,.
Palmer a coécrit The Recovery of Ancient Philosophy in the Renaissance: a Brief Guide avec James Hankins en 2008. Son propre premier livre, Reading Lucretius in the Renaissance, publié en 2014, s'intéresse à Lucrèce et à son poème De rerum natura, considéré comme la plus ancienne œuvre connue à offrir une vision profane du monde, à décrire le fonctionnement de l'univers sans influence divine. Elle connaît cependant pour la première fois le succès avec Terra Ignota, ambitieux projet de science-fiction dont le premier volet, Trop Semblable à l'Éclair, reçut dans l'ensemble de très bonnes critiques,.

## Œuvres

### SérieTerra Ignota
1. Trop semblable à l'éclair, Le Bélial', 2019 ((en) Too Like the Lightning, 2016), trad. Michelle Charrier, 672 p.  (ISBN 978-2-84344-958-1)Réédition, Le Livre de poche, coll. « Imaginaire » no 37738, 2024, 896 p. (ISBN 978-2-253-24735-7) - Prix Compton-Crook 2017
2. Sept Redditions, Le Bélial', 2020 ((en) Seven Surrenders, 2017), trad. Michelle Charrier, 544 p.  (ISBN 978-2-84344-962-8)Réédition, Le Livre de poche, coll. « Imaginaire » no 37961, 2025, 736 p. (ISBN 978-2-253-24736-4)
3. La Volonté de se battre, Le Bélial', 2021 ((en) The Will to Battle, 2017), trad. Michelle Charrier, 544 p.  (ISBN 978-2-84344-975-8)Réédition, Le Livre de poche, coll. « Imaginaire » no 38159, 2025, 736 p. (ISBN 978-2-253-24737-1) (à paraître le 10 septembre 2025)
4. (en) Perhaps the Stars, 2021
  1. L'Alphabet des créateurs, Le Bélial', trad. Michelle Charrier, 550 p.  (ISBN 978-2-84344-994-9)
  2. Peut-être les étoiles, Le Bélial', trad. Michelle Charrier, 540 p.  (ISBN 978-2-38163-061-8)